# Ulldecona
Ulldecona – miasteczko w południowej Katalonii w prowincji Tarragona, w comarce Montsià. W 2013 roku liczyło 7240 mieszkańców, a w 2014 było zamieszkiwane przez 6904 osoby. W tej miejscowości znajduje się trzynastowieczny zamek. Prawa miejskie uzyskała w 1273 roku.